# Kurgan oblast
Kurgan oblast (russisk: Курганская область, tr. Kurganskaja oblast) er en af 46 oblaster i Den Russiske Føderation. Oblasten har et areal på 71.488 km² og 861.896(2016) indbyggere. Oblastens administrative center er placeret i byen Kurgan (russisk: Курган), der har 326.292(2015) indbyggere. Den næststørste by i oblasten er Sjadrinsk (russisk: Шадринск) med 77.031(2015) indbyggere.

## Geografi
Kurgan oblast ligger i det sydlige Rusland på den Vestsibiriske slette i Urals føderale distrikt og har en trekantet facon, hvor hovedstaden Kurgan ligger i midten. Oblasten deler grænser med Tjeljabinsk oblast mod vest, Sverdlovsk oblast mod nordvest, Tjumen oblast mod nordøst og Kasakhstan mod syd. Fra vest til øst er oblasten 430 km lang og fra nord til syd 290 km.

## Demografi
Russere (932 613) er den største etniske gruppe i Kurgan oblast, med 91,4% af befolkningen. Andre fremtrædende etniske grupper er tatarer (20 899) med 2%, basjkirere (15 343) med 1,5%, kasakhere (14 804) 1,5% og ukrainere (11 243) med 1,1%. Resten af befolkningen kommer fra over 140 forskellige etniske grupper som hver udgør mindre end 0,5% af befolkningen.